# Buyina halifax
Buyina halifax is een spinnensoort uit de familie Desidae. De soort komt voor in Queensland.